# MONTAGE (VALSHEの曲)
「MONTAGE」（モンタージュ）は、2017年2月8日にBeingから発売されたVALSHEの10枚目のシングル。

## 解説
約2年ぶりとなるシングルの表題曲は、ViCTiMで培ったバンドサウンドを継承しながら、ソロ従来のデジタルサウンドとのせめぎ合いが激しく新しいロックに仕上がった。アニメ「信長の忍び」主題歌。
ミュージック・ビデオはVALSHEが記者陣を前に演説を行ったり、自身の演説の様子をテレビ越しに見たりする映像となっている。このミュージック・ビデオは2種類の結末が用意されている。

## 収録曲
全曲　作詞：VALSHE

### CD
初回限定版A、通常版
1. MONTAGE
作曲：VALSHE　編曲：G'n-
2. フロムテンペスト
作曲：VALSHE、佐藤瞬　編曲：佐藤瞬
3. 方舟
作曲：doriko　編曲：doriko、佐藤瞬
4. MONTAGE (TVサイズ)

初回限定版B
1. MONTAGE
2. ドミノエフェクト
作曲：VALSHE、佐藤瞬　編曲：佐藤瞬
3. 方舟
4. MONTAGE(TVサイズ)

musing盤
1. MONTAGE
2. ドミノエフェクト
3. フロムテンペスト
4. 方舟
5. MONTAGE(TVサイズ)

### DVD
初回限定版A
1. 「MONTAGE-TAKE2 ver.-」MUSIC VIDEO
2. Making of 「MONTAGE」

初回限定版B
1. 「MONTAGE-TAKE1 ver.-」MUSIC VIDEO
2. 『仲良し人狼ゲーム〜世の中食うか食われるかですぞ〜』

## レコーディング参加
- 秋山健介 - ギター
- 岩切信一郎 - ベース
- 生田目勇司 - ドラム